# ARN-polymérase IV
L'ARN-polymérase IV est une nucléotidyltransférase présente dans les cellules des eucaryotes (chez les plantes uniquement). C'est l'une des ARN-polymérases de ces organismes, avec l'ARN-polymérase I, l'ARN-polymérase II et l'ARN-polymérase III. Elle est spécifique du génome des plantes et réalise la transcription de l'ADN pour produire de petits ARN interférents. Elle joue un rôle essentiel dans la protection du génome des plantes contre les virus et les éléments transposables par méthylation de l'ADN dirigée par l'ARN.